# Tambakmulyo
Tambakmulyo is een bestuurslaag in het regentschap Kebumen van de provincie Midden-Java, Indonesië. Tambakmulyo telt 4759 inwoners (volkstelling 2010).